# Lubomír Zaorálek
Lubomír Zaorálek (Ostrava, 6 september 1956) is een Tsjechische sociaaldemocratische politicus. Sinds januari 2014 is hij minister van Buitenlandse Zaken in het kabinet van Bohuslav Sobotka. Eerder was hij tussen 2002 en 2006 voorzitter van het Tsjechische parlement. 

## Biografie
Zaorálek studeerde in 1982 af aan de Universiteit van Brno. Vervolgens was hij werkzaam als dramaturg bij de Tsjecho-Slowaakse televisie in Ostrava. Tijdens de Fluwelen Revolutie van 1989 participeerde Zaorálek in het Burgerforum. 
Tussen 1996 en 2014 was Zaorálek lid van het Tsjechische parlement. Gedurende twee periodes was hij tevens voorzitter van het parlement. De eerste keer tussen 2002 en 2006 en de tweede keer in 2013. In januari 2014 werd Zaorálek benoemd tot minister van Buitenlandse Zaken. 
- Gemeinsame Normdatei: 133001733
- International Standard Name Identifier: 0000 0001 0984 8882
- Library of Congress Control Number: n2012015172
- Nationale Bibliotheek van Tsjechië: jn20000402709
- Virtual International Authority File: 70106333
- WorldCat: E39PBJmHGT8x9McJRk48dB8pyd